# Entomacrodus cadenati
Entomacrodus cadenati är en fiskart som beskrevs av Springer, 1967. Entomacrodus cadenati ingår i släktet Entomacrodus och familjen Blenniidae. IUCN kategoriserar arten globalt som otillräckligt studerad. Inga underarter finns listade i Catalogue of Life.